# Alexander Wilkens
Alexander Friedrich Karl Wilkens (geboren 23. Mai 1881 in Hamburg; gestorben 27. Januar 1968 in München) war ein deutscher Astronom.

## Leben
Wilkens besuchte das Johanneum in Hamburg und studierte dann 1900 bis 1905 Mathematik, Physik und Astronomie in Heidelberg, Kiel (bei Paul Harzer, Paul Stäckel, Philipp Lenard) und Göttingen (u. a. bei Felix Klein, Hermann Minkowski, Karl Schwarzschild), wo er auch Assistent im Gauss-Archiv war. 1905 wurde er in Kiel promoviert. Danach war er Assistent an den Sternwarten Wien (Kuffner-Sternwarte), Heidelberg (Erster Assistent 1905/06), Hamburg und von 1908 bis 1916 Observator an der Kieler Sternwarte bei Harzer.
Wilkens war von 1916 bis 1925 Direktor der Sternwarte und Professor in Breslau. 1925 wurde er Nachfolger von Hugo von Seeliger als Direktor der Universitäts-Sternwarte München.
1934 wurde er von den Nationalsozialisten zum Rücktritt gezwungen. Er wanderte mit seiner Familie auf Anregung von Félix Aguilar nach Argentinien aus, wo er von 1937 bis 1953 an der Universität und am Observatorio Astronómico von La Plata arbeitete. Danach zog er wieder nach München, als Professor Emeritus der Universität. Sein Sohn Herbert Wilkens (1910–1977), der bis 1937 an der Sternwarte in Breslau tätig gewesen war, kam ebenfalls an die Sternwarte in La Plata und arbeitete dort als Astronom bis 1976.
Wilkens befasste sich besonders mit Himmelsmechanik, insbesondere Störungstheorie und Bahnbestimmung. Als astronomischer Beobachter entdeckte er eine Diskrepanz zwischen den in der nördlichen und südlichen Hemisphäre benutzten astronomischen Deklinationssystemen.
1926 wurde er ordentliches Mitglied der Bayerischen Akademie der Wissenschaften.
Er wurde 1968 auf dem Bogenhausener Friedhof von München beerdigt, wo bereits andere berühmte Astronomen ihre letzte Ruhestätte gefunden hatten.
1980 wurde der Asteroid (1688) Wilkens nach ihm benannt.